# Hans den Hartog
Hans den Hartog (* 14. Februar 1942 in Utrecht) ist ein ehemaliger niederländischer Radrennfahrer.

## Sportliche Laufbahn
Hans den Hartog war im Straßenradsport aktiv. 1964 siegte er im Grand Prix Rucphen und in der Ronde van Hendrik. 1965 bestritt er mit der Nationalmannschaft die Internationale Friedensfahrt und die Tour de l’Avenir. Beide Rundfahrten beendete er nicht.
1966 und 1967 fuhr er als Berufsfahrer für das Radsportteam Caballero. Er blieb ohne Erfolg als Radprofi.